# قانون التداول الحر للمعلومات
قانون التداول الحر للمعلومات هو مشروع قانون يهدف إلى منح المراسل الصحفي الحق في رفض الإدلاء بشهادته حول المعلومات أو المصادر التي حصل منها على هذه المعلومات أثناء عملية جمع الأخبار ونشرها.
وعلى الرغم من أن العديد من الولايات الأمريكة تتمتع بـ قوانين حماية الصحفيين، فإن الحكومة الاتحادية ليس لديها مثل هذا القانون. ويعد مشروع القانون محاولة لسن قانون حماية على المستوى الاتحادي.
وقد تم تقديم مشروع القانون إلى مجلس الشيوخ الأمريكي من قبل عضوي المجلس ريتشارد لوغار وكريس دود في عام 2007.
وقد اقتُرح بشكله الحالي من السيناتور أرلين سبيكتر.
وفي أكتوبر 2007، مرر مجلس النواب الأمريكي قانون التداول الحر للمعلومات. ومع ذلك، فقد تم تعطيله (تم إقفال المناقشة بأخذ الأصوات عليه) في 30 يوليو 2008، وتم سحبه.
وفي نسخة مجلس الشيوخ لعام 2007-2008، لم يكن القانون بمثابة حصانة مطلقة للصحفيين. بل سوف يسمح للقضاة الفيدراليين بإعلان بعض الأخبار، نظرًا لوجود مصلحة عامة بناءً على معلومات تم الحصول عليها من مصادر سرية أثناء عملية جمع الأخبار.
هذا ويوجد أكثر من 50 شركة ومؤسسة إعلامية تدعم مشروع القانون. بينما عارضته إدارة الرئيس الأمريكي جورج دبليو بوش.
وأثناء كلمته في الاجتماع السنوي لوكالة أسوشيتد برس في العاصمة واشنطن في 14 أبريل 2008، قال السيناتور جون ماكين، المرشح الجمهوري للانتخابات الرئاسية عام 2008، «على الرغم من مخاوفي حول التشريع، قررت أن أدعمه.»

## وصلات خارجية
- Journalists’ Privilege: Overview of the Law and Legislation in Recent Congresses, Congressional Research Service, January 19, 2011
- Legislative History: Free Flow of Information Act of 2009 (with links to key documents) نسخة محفوظة 13 أبريل 2013 على موقع واي باك مشين.